# Munna temae
Munna temae är en kräftdjursart som beskrevs av Mueller1990. Munna temae ingår i släktet Munna och familjen Munnidae. Inga underarter finns listade i Catalogue of Life.